# رواد السينما (رواية)
رواد السينما (بالإنجليزية: The Picturegoers)‏ هي رواية للكاتب البريطاني ديفيد لودج، نشرت عام 1960، عن دار نشر ماك غيبون آند كي.